# Gravitáció (film, 1984)
A Gravitáció 1984-ben bemutatott magyar animációs film, amelyet Rofusz Ferenc írt és rendezett. A mozifilm Pannónia Filmstúdió gyártásában készült.

## Alkotók
- Írta, tervezte és rendezte: Rofusz Ferenc
- Dramaturg: Antal István
- Operatőr: Bacsó Zoltán
- Hangmérnök: Zsebényi Béla
- Vágó: Czipauer János
- Rajzolta: Kukányi Imre
- Munkatársak: Gujdár József, Haris László, Lettner Györgyi, Völler Ágnes
- Gyártásvezető: Mezei Borbála
- Műteremvezető: Kun László

Készítette a Pannónia Filmstúdió.

## Díjak
- 1984 – Toronto: az animációs kategória fődíja
- 1986 – Oberhausen: fődíj
- 1986 – A Magyar Film- és Tévékritikusok díja a legjobb animációs filmnek